# Banque Franco-Polonaise
Banque Franco-Polonaise (Bank Francusko-Polski) – działający we Francji i Polsce w latach 1920–1963 bank o kapitale francuskim.

## Historia
Utworzony w 1920 r. przez 4 banki francuskie – Banque de Paris et des Pays-Bas (Paribas), Banque de l'Union parisienne, Société Générale, Crédit industriel et commercial. Bank miał prawo, na zasadzie na wyjątku utrzymywać oddziały w Polsce. 

## Siedziba
Główna siedziba banku mieściła się w Paryżu.